# Iwan Kisielow
Iwan Iwanowicz Kisielow (ros. Ива́н Ива́нович Киселёв, ur. 10 września?/23 września 1917 w Jurjewcu w guberni kostromskiej, zm. 12 lipca 2004 w Niżnym Nowogrodzie) – dyrektor generalny zjednoczenia produkcyjnego GAZ (1958–1983), Bohater Pracy Socjalistycznej (1966).

## Życiorys
Po ukończeniu Instytutu Politechnicznego w Gorkim (obecnie Niżny Nowogród) pracował w tamtejszej fabryce samochodów, gdzie zajmował różne funkcje. W latach 1954–1958 zastępca dyrektora generalnego, a od 19 marca 1958 do 27 lipca 1983 dyrektor generalny zjednoczenia produkcyjnego GAZ. Wyróżniał się zdolnościami organizacyjnymi oraz talentem inżynierskim i wynalazczym. Pod jego kierownictwem wdrożono nowe techniki produkcyjne i wypuszczono wiele nowych modeli, m.in. GAZ-13 Czajka, GAZ-66, GAZ-53A, GAZ-24 Wołga, GAZ-14 Czajka, GAZ-3102 Wołga. Członek fabrycznego komitetu partyjnego KPZR, członek KC KPZR, delegat na od XXI do XXVI Zjazdy KPZR. Wieloletni deputowany do Rady Najwyższej RFSRR.

## Odznaczenia i nagrody
- Medal Sierp i Młot Bohatera Pracy Socjalistycznej (22 sierpnia 1966)
- Order Lenina (trzykrotnie – 22 sierpnia 1966, 5 kwietnia 1971 i 31 marca 1981)
- Order Rewolucji Październikowej (11 marca 1977)
- Order Czerwonego Sztandaru Pracy (9 stycznia 1952)
- Nagroda Leninowska (1966)
- Nagroda Państwowa ZSRR (1970)

I medale.